# Tuyết Nga (ca sĩ)
Tuyết Nga, lấy nghệ danh là Stella Tuyết Nga (sinh năm 1991) là một nữ ca sĩ, hoa hậu người Việt Nam. Cô từng tham dự cuộc thi ca hát Sao Mai 2017 và lọt vào Top 10 với dòng nhạc dân gian. Với tư cách là hoa hậu, cô từng đoạt danh hiệu "Hoa hậu Áo dài Việt Nam 2019".

## Tiểu sử
Tuyết Nga sinh năm 1991, nguyên quán của cô ở Thanh Hóa. Cô sinh ra trong một gia đình không khá giả và mồ côi cha từ năm mới 14 tuổi. Tuyết Nga từng theo học trung cấp kế toán. Khi có ý định thi lên đại học, cô đăng ký theo học lớp thanh nhạc của NSND Thanh Hoa chỉ để thoả mãn niềm yêu thích. Thấy có tiềm năng, NSND Thanh Hoa đã khuyên cô nên theo đuổi con đường chuyên nghiệp. Tuyết Nga ôn thi trung cấp thanh nhạc ở trường Văn hoá Nghệ thuật Quân đội, sau đó tiếp tục theo học Học viện Âm nhạc Quốc gia Việt Nam.
Cô là một trong những học trò của ca sĩ Anh Thơ. Tuyết Nga cho biết mình cũng từng được đào tạo bởi nhiều nghệ sĩ khác như Hồ Mộ La, NSƯT Phương Lan, NSND Quốc Hưng.

## Sự nghiệp
Năm 2017, Tuyết Nga ra mắt MV đầu tay vào ngày 20 tháng 10 nhằm gửi tặng mẹ mình. Tuyết Nga đăng quang ngôi vị Hoa hậu Áo dài Việt Nam vào năm 2019. Nữ ca sĩ cũng từng vào đến Top 10 của chương trình Sao mai 2017.
Năm 2019, Tuyết Nga là một trong số ít những nghệ sĩ Việt Nam được mời tham dự liên hoan phim Cannes. Trong lần tham dự liên hoan phim này, cô đã mang theo trang phục và phụ kiện với tổng khối lượng lên tới 50 kilôgam (110 lb). Cô cũng nhận được lời mời của từ nhà thiết kế Kenny Thái để trở thành người mẫu cho bộ sưu tập áo dài "Hoài vọng". Tuyết Nga còn tham dự cuộc thi Hoa hậu Áo dài Việt 2019 được tổ chức tại Singapore.
Năm 2020, Tuyết Nga tốt nghiệp hệ Đại Học của Học viện Âm nhạc Quốc gia Việt Nam với số điểm 9,8. Bên cạnh ca hát, Tuyết Nga còn dành thời gian cho kinh doanh và thời trang. Cùng năm, cô ra mắt dự án "Nét Việt". Sau dự án âm nhạc "Nét Việt" thu hút được sự chú ý, Tuyết Nga tiếp tục khởi động dự án âm nhạc MV "Ngọc sáng xứ Thanh" với chủ đề tri ân quê hương cô. "Ngọc sáng xứ Thanh" là dự án âm nhạc gồm 3 MV "Tự hào xứ Thanh", "Ân tình xứ Thanh" và "Xứ Thanh quê mình".
Ngày 5 tháng 8 năm 2021, cô ra mắt MV "Khoảng cách" và được nhận xét "là một sản phẩm đánh dấu sự thay đổi lớn trong hình ảnh của Tuyết Nga." Tối ngày 15 tháng 12 năm 2021, cô ra mắt MV "Chờ anh nơi thềm trăng". MV được nhận xét "âm hưởng mang hơi hướng dân gian và hình ảnh bắt mắt, chỉn chu là yếu tố giúp MV nhận được sự quan tâm của khán giả." Cô quyết định phát hành MV này ngay trong thời gian thực hiện cách ly của đại dịch COVID-19. Tuyết Nga từng tiết lộ tham vọng sản xuất một thương hiệu thời trang dành cho nữ giới.

## MV đã ra mắt
| Tên MV                          | Năm ra mắt | Ghi chú                                                                 | Tham khảo            |
| ------------------------------- | ---------- | ----------------------------------------------------------------------- | -------------------- |
| Mẹ                              | 2017       |                                                                         | [ 4 ]                |
| Nhan sắc                        | 2019       | Thuộc dự án "Nét Việt"                                                  | [ 22 ] [ 23 ] [ 24 ] |
| Việt Nam quê hương tôi          | 2019       | Thuộc dự án "Nét Việt"                                                  | [ 22 ] [ 23 ] [ 24 ] |
| Inh lả ơi                       | 2019       | Thuộc dự án "Nét Việt"                                                  | [ 22 ] [ 23 ] [ 24 ] |
| Bèo dạt mây trôi                | 2019       | Thuộc dự án "Nét Việt"                                                  | [ 22 ] [ 23 ] [ 24 ] |
| Đóa sen Việt                    | 2019       | Thuộc dự án "Nét Việt"                                                  | [ 22 ] [ 23 ] [ 24 ] |
| Lý cây bông - trống cơm         | 2019       | Thuộc dự án "Nét Việt"                                                  | [ 22 ] [ 23 ] [ 24 ] |
| Mơ duyên                        | 2019       |                                                                         | [ 12 ] [ 25 ] [ 26 ] |
| Đừng nói dối nữa                | 2020       |                                                                         | [ 27 ] [ 28 ]        |
| Cảm ơn những ngôi sao tuyến đầu | 2020       |                                                                         | [ 29 ]               |
| Tự hào xứ Thanh                 | 2021       | Thuộc dự án "Ngọc sáng xứ Thanh", có sự tham gia của nhiều nghệ sĩ khác | [ 30 ] [ 31 ] [ 32 ] |
| Ân tình xứ Thanh                | 2021       | Thuộc dự án "Ngọc sáng xứ Thanh", có sự tham gia của nhiều nghệ sĩ khác | [ 30 ] [ 31 ] [ 32 ] |
| Xứ Thanh quê mình               | 2021       | Thuộc dự án "Ngọc sáng xứ Thanh", có sự tham gia của nhiều nghệ sĩ khác | [ 30 ] [ 31 ] [ 32 ] |
| Khoảng cách                     | 2021       |                                                                         | [ 33 ] [ 34 ]        |
| Chờ anh nơi thềm trăng          | 2021       |                                                                         | [ 35 ]               |
| Độc thân kiêu hãnh              | 2022       | nằm trong CD đầu tay "Love story".                                      | [ 36 ] [ 37 ]        |

## Tranh cãi
Năm 2019, Tuyết Nga phản ánh việc ca sĩ Phạm Phương Thảo đã bán ca khúc "Mơ duyên" cho ca sĩ khác mà cô đã mua độc quyền. Cô đã nhờ ca sĩ Phạm Phương Thảo viết riêng ca khúc này với số tiền 40 triệu đồng. Tuy nhiên, khi ca sĩ Tuyết Nga đang chuẩn bị cho ra mắt MV "Mơ duyên" thì Phương Thảo lấy ca khúc để hát chính trong liveshow kỷ niệm 20 năm sự nghiệp.

## Đời tư
Tuyết Nga từng bị đồn là có "đại gia" đứng sau giúp đỡ. Khi được hỏi về điều này, cô cho biết sau khi đăng quang Hoa hậu, cô quan tâm nhiều hơn đến ngoại hình và trang phục bên ngoài nên quyết định đầu tư tiền để mua đồ hàng hiệu.